# 2e division d'infanterie (États-Unis)
 (février 2025).
Pour les articles homonymes, voir 2e division.
La 2e division d'infanterie américaine de l'United States Army, surnommée Indian Head à cause de son insigne, est une division d'infanterie américaine.
Cette division (US 2d Infantry Division en anglais) est la seule division de l'Armée de terre des États-Unis à avoir été créée en France. Sa formation date de 1917, à Bourmont dans la Haute-Marne, pendant la Première Guerre mondiale.
Elle se rendit célèbre en 1918 à la bataille du bois Belleau et à la bataille de Saint-Mihiel.
En 1944, elle débarque sur les plages de Saint-Laurent-sur-mer. Son itinéraire passera par la Normandie, Brest, l’Ardenne belge, puis, en Allemagne, Göttingen, Leipzig et la libération de Plzeň en Tchécoslovaquie.
En 1950, l' "Indianhead" fut une des premières unités, après la 24e division d'infanterie américaine venue du Japon, à intervenir dans le conflit coréen au titre des Nations unies. C'est à cette 2e division américaine que furent rattachés les bataillons français, néerlandais et thaïlandais envoyés à ce même titre par leurs pays respectifs.
En été 1954, la 2e Division retourne aux États-Unis.
En 1965, la « Second to none », son deuxième surnom, est rappelée en Corée, répartie dans un certain nombre de camps, près de la zone démilitarisée (DMZ) ; son quartier général est au camp « Nuage Rouge » à Uijongbu, sa mission est de rester opérationnelle, d’être vigilante et prête à intervenir à tout moment aux côtés de l'Armée de la République de Corée.
En 2004 un fort contingent prélevé sur la 2e Brigade de combat de la 2e Division a été envoyé en Irak pour participer aux opérations de guerre.
En février 2009, 4 000 soldats de la 5e Brigade de combat de cavalerie (stryker), ont été déployés aux côtés de 8 000 Marines dans le sud-est de l'Afghanistan le long de la frontière du Pakistan.

## Sa devise
Sa devise est "Second to none" (le second de personne) par allusion à son appellation en anglais : 2d (Second) Infantry Division.
(La 2e D.I. US a la même devise qu'une unité de l'armée française le 2e d'artillerie créé le 25 février 1720 à Strasbourg sous l'appellation "2e Bataillon Royal d'artillerie"; sept fois dissous.
Dénominations successives: 2e Régiment d'artillerie à cheval, à pied de réserve, monté, de marche, de campagne, de montagne. Formé à nouveau le 1er février 1960 à Landau et intégré à l'Eurocorps.)

## Son badge

Badge d'épaule de la 2e division d'infanterie des États-Unis "Indianhead"

Le badge de la 2e DI est un écusson dans lequel s'inscrit une étoile à cinq branches de couleur blanche avec, en son centre, un dessin représentant une tête d'indien de profil. D'où l'appellation devenue courante de Second "Indianhead" Infantry Division.
La tradition dit que la couleur noire du fond et le dessin de la tête d'Indien qui vient en surimpression au centre, représentaient les deux populations qui ont formé cette division à son origine en 1917. L'étoile représente l'État du Texas. Mais la légende a quelquefois plus d'importance que le fait historique: en 1918, un conducteur aurait peint ce dessin sur son véhicule. Le commandement le retint comme insigne de la division. À l'origine la couleur du fond du badge changeait en fonction des unités et des services, le vert pour l'intendance, le noir pour le QG, le pourpre pour les sections de mitrailleuses etc. 
Ce n'est qu'après le conflit que l'insigne prit ses couleurs et formes définitives et devint le badge d'épaule officiel de la 2e Division: sur une étoile à cinq branches, dont les pointes se trouvent dans une circonférence d'un cercle imaginaire d'un diamètre de 3 ½ pouces, il y a, en profil, la tête d'Indien avec coiffe guerrière, visage rouge, bonnet bleu, extrémités des plumes en bleu. L'étoile est surimprimée sur un écu de dimension telle que les pointes de l'étoile soient à 1/8e de pouce du périmètre.
Les couleurs (rouge, blanche et bleue) servant d'identification à la division et de son équipement en France durant la Première Guerre mondiale, ont été choisies par le commandement de la division comme coloris pour l'insigne. L'étoile et la tête d'Indien indiquent l'origine américaine de la division.

## Formation
Le 6 avril 1917 les États-Unis entrent en guerre contre l'Allemagne aux côtés des Français et des Anglais. Les premiers éléments américains sont en France depuis mai.
En août, le général John Pershing, commandant en chef du corps expéditionnaire des États-Unis en France, décide de créer la Second Infantry Division (deuxième division d'infanterie). Le 12 septembre 1917, l'élément précurseur s'implante à Bourmont (Haute-Marne). La division s'y constituera et y passera l'hiver pour parfaire son instruction avant d'aller au combat.
Cette division sera formée de deux brigades de deux régiments chacune. 
- La 4e brigade de Marines, du Corps des Marines, est composée de :
  - 5e Régiment de Philadelphie commandé par le colonel C. Doven, cette unité ayant débarquée le 2 juillet à Saint-Nazaire. Depuis début juillet, le 3e bataillon se charge de la police et de la sécurité du port de Saint-Nazaire. Quant aux 1er et 2e bataillons, ils s'initient depuis le 16 juillet à la guerre de tranchées à Gondrecourt, à l'est de Verdun, avec le concours de trois bataillons de Chasseurs français.
  - 6e régiment, commandé par le colonel A. Catlin en cours de formation à Quantico (États-Unis). L'arrivée en France du 6e régiment des Marines s'échelonnera du 5 août 1917 au 5 février 1918.
- La deuxième brigade est composée des 
  - 9e et
  - 23e régiments d'infanterie dont les éléments arriveront en France en septembre.

Le 24 septembre, les 1er et 2e bataillons du 5e Marines rejoignent la division. Le colonel C. Doven est promu brigadier général et prend le commandement de la 2e D.I. qu'il rend opérationnelle.
La 2e division est officiellement formée le 26 octobre 1917. Elle se compose alors de la 2e brigade d'infanterie, de la 4e brigade des Marines, de la 2e brigade d'artillerie de campagne, du 2e régiment du génie, les services et les transports. Le personnel est installé chez l'habitant ou dans des baraquements construits à cet effet. En décembre, les effectifs des différentes unités de la division sont renforcés, les bataillons de mitrailleuses sont augmentés d'une compagnie, le 6e bataillon de mitrailleuses est constitué. À ce moment, les effectifs de la 4e brigade des Marines atteignent 9 444 hommes.

## Première Guerre mondiale

### Contexte et situation militaire en 1917
Après plus de trois ans d'âpres combats, l'armée française sort de la crise de février 1917 (mutinerie). La Russie s'est effondrée en mars, libérant les troupes allemandes qui vont rejoindre le front de l'ouest. À la suite du torpillage d'un navire britannique, le paquebot RMS Lusitania, le 2 février 1917, le Congrès américain vote la guerre à l'Allemagne, le 2 avril 1917. Elle est officiellement déclarée par le président Wilson le 6. Les alliés sont en pleine offensive dite de Nivelle qui échouera, entraînant la mort de 177 000 soldats anglais et 180 000 français.
L'objectif du commandement anglais et français vis-à-vis de leur nouvel allié était de fondre les unités américaines dans leurs armées. Mais la volonté du général américain John Pershing, commandant en chef du corps expéditionnaire US était d'abord que ses troupes n'interviendraient que lorsqu'elles seraient prêtes. Ensuite, de constituer une force efficace d'une armée d'un million d'hommes, bien entraînés, bien équipés, et placés sous le seul commandement américain.
Pour s'installer en France, le général John Pershing choisit Chaumont dans la Haute-Marne, nœud ferroviaire important. Les éléments précurseurs de ce qui allait notamment devenir la 2e Division d'infanterie américaine arrivent en septembre dans la région. En juin/juillet 14 000 soldats avaient débarqué à Boulogne-sur-Mer. À la fin des hostilités en novembre 1918 les forces américaines monteront jusqu'à 1 790 623 combattants.

### Premiers combats
Le 10 mars 1918, les deux brigades de la Seconde Division sont devenues opérationnelles. Le major général O. Bundy en prend le commandement et la division est affectée au Xe Corps de la 2e Armée française et se déplace au sud-ouest de Verdun. Elle s'installe en position défensive à Ranzière, dans le secteur de Saint-Mihiel ; ce saillant dans le dispositif français tenu par les Allemands depuis trois ans qui est une menace permanente pour les alliés à l'est de Verdun.
Début avril, l'ennemi tenant les hauteurs dominant Montsec les unités de la division lancent des raids d'entraînement au-delà de Seicheprey et dans le bois de Remière qui vont jusqu'au corps à corps.

### La bataille du Bois de Belleau
Le 27 mai 1918, à la suite de l'offensive ennemie sur le Chemin des Dames, les lignes françaises sont enfoncées sur une profondeur de 50 km, entre Noyon et Reims. Le 31 mai, la division, forte de 26 665 hommes dont 1 063 officiers, reçoit l'ordre de constituer une ligne défensive solide dans le secteur de Château-Thierry. Reprenant aussitôt l'offensive suivant les directives du Général Foch, la VIe Armée française met la 2e DI à l'épreuve du feu. Dans la nuit du 5 juin, les Marines et le 23e d'infanterie américain (le 9e étant en réserve) contre-attaquent et prennent pied dans le bois de Belleau. Le 6 juin, un bataillon du 23e perd 27 tués et a 225 blessés. Le 10 juin, les Marines du général James Harbord forcent le sud du bois de Belleau. Au bout de deux jours, ils ont réduit les points de résistance, fait 500 prisonniers, se sont emparés de 35 mitrailleuses et de leurs réserves de munitions. Soumis pendant dix jours à de violentes contre-attaques, ils parviennent le 25 juin à chasser les derniers Allemands qui se cramponnaient au coin nord du bois. Ils font encore 300 prisonniers et, dans la foulée, s'emparent du village de Bouresches. L'ardeur des Marines au combat dans ce « bois de l'enfer» impressionne beaucoup leurs adversaires qui surnomment la division Teufelhund (les « chiens de l'enfer »).
Quelques jours après, le Général Jean-Marie Degoutte, commandant la VIe Armée française, proclamait à l'ordre du jour :

« En raison de la brillante conduite de la 4e brigade des marines de la 2e division d'infanterie des États-Unis qui a enlevé de haute lutte Bouresches et le point d'appui du Bois Belleau défendu avec acharnement par un adversaire nombreux, le général commandant la VIe Armée décide que dans toutes les pièces officielles, le Bois Belleau portera désormais le nom de Bois de la Brigade des Marines. »

Par ordre N° 10 805 "D" du Grand Quartier Général français, du 22 octobre 1918 signé par le général commandant en chef Philippe Pétain, la 4e Brigade Américaine sous le Commandement du Brigadier Général James G. Harbord et composée :
- du 5e Régiment des Marines sous le Commandement du Colonel Wendell C. Nevill;
- du 6e Régiment des Marines sous le Commandement du Colonel Albertus W. Catlin;
- du 6e Bataillon de Mitrailleuses sous le commandement du Major Edward W. Cole;

recevra une citation à l'Ordre de l'armée française pour cette bataille décisive.
En souvenir de ces hauts faits, un porte-avions léger américain prendra, en pleine guerre du Pacifique en 1942, le nom de USS Belleau Wood CVL24. De 1953 à 1960, sous pavillon français, il sera le PA Bois Belleau.
Depuis 1978, le nom de USS Belleau Wood a été à nouveau donné à un navire de guerre américain, un porte-hélicoptères d'assaut affecté à la flotte du Pacifique et basé à Sasebo au Japon. Pouvant se déplacer à 20 nœuds, il peut mettre à terre une force de débarquement de 2 000 Marines et accueille 6 avions à décollage vertical, 23 hélicoptères, son radier recelant des chalands de différents types.
Après trois semaines de combat, le bois fut entièrement conquis le 24 juin. Pendant ce temps, le 9e d'infanterie américain, dans la foulée, barrait la route de la Marne à 1,5 km de Château-Thierry. Au cours de la nuit du 1er juillet, l'attaque de Vaux fut menée par le 23e d'infanterie commandé par le colonel Malone. La 2e DI sera relevée le 6 juillet par la 26e division américaine.

### La Marne

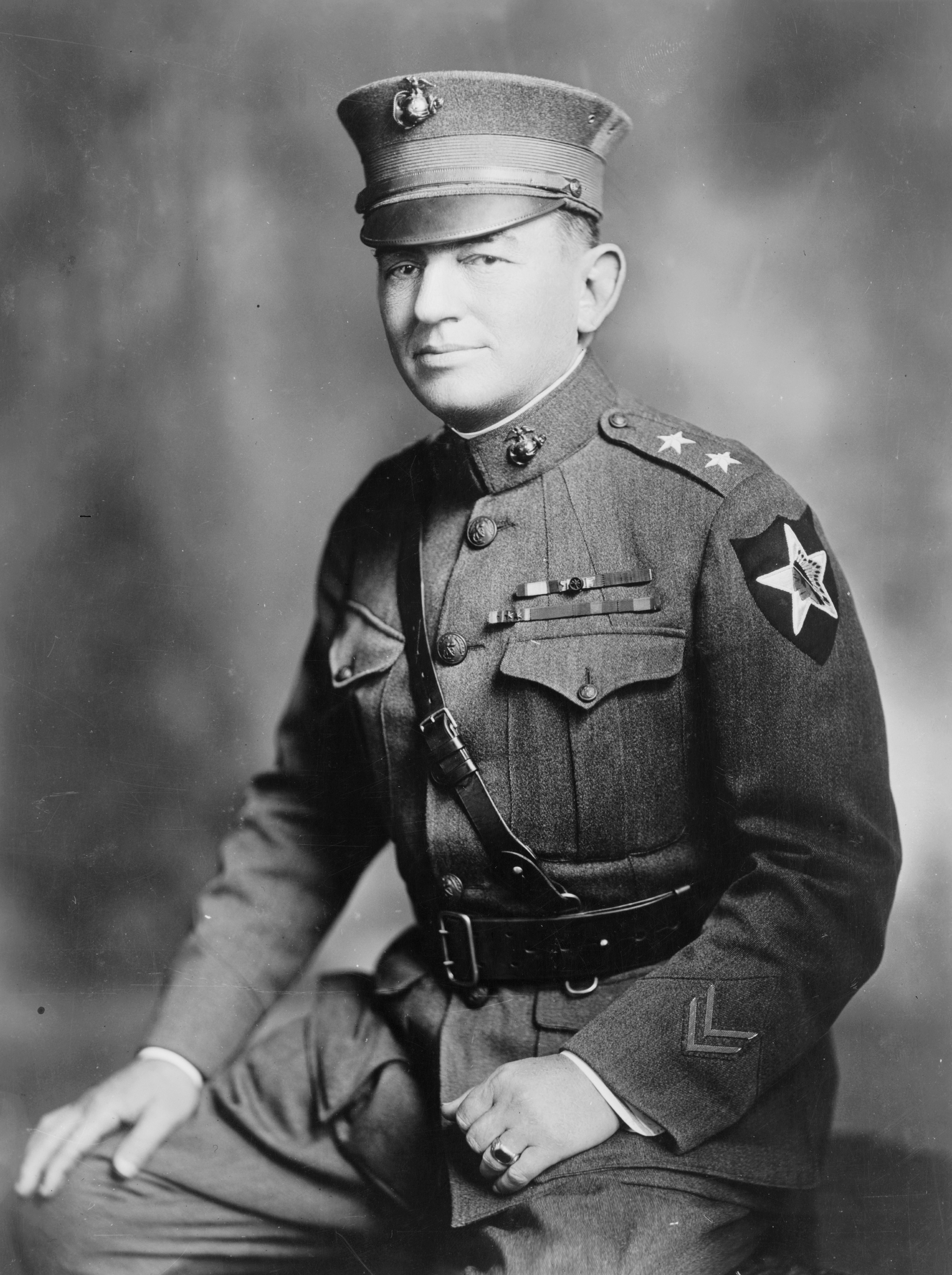
Le général Lejeune avec le badge de la division.

Afin d'exploiter à fond la percée en direction de la Marne du 27 mai, les Allemands, le 15 juillet, forts de leurs 2 352 000 hommes et de leur artillerie, lancèrent une offensive sur un front de 45 km allant de Reims à l'ouest, à Verdun à l'est, offensive qui fut stoppée par les Alliés au bout de trois jours.
Le 18 juillet, la 2e DI, en réserve au sud de la Marne, prit position dans les bois de Retz et de Villers-Cotterêt, l'objectif étant la prise de Soissons. Commandée par le général James G. Harbord, appuyée par la 1re division US et la 1re division marocaine française, elle attaque le long de l'axe Soissons / Château-Thierry et après deux jours de durs combats rompt l'étreinte du saillant de la Marne, forçant les Allemands à la retraite. Dans cette contre offensive la division avança de 7 km, fit 3 000 prisonniers et captura 75 canons mais avait perdu 5 000 hommes.
Le 26 juillet, l'ensemble des unités de la division est relevé. Le Brigadier général John A. Lejeune prend le commandement de la 4e Brigade des Marines. Le 29, le général John Lejeune assume le commandement de la 2e D.I. ; il est remplacé par le général Neville à la tête de la brigade des Marines. 
Le 4 août, la 4e Brigade tient le secteur, calme, de Pont-à-Mousson.
Le 9 août le général Foch accepte la formation de la 1re Armée Américaine, forte de huit divisions. Le général John Pershing en prend le commandement.
Le 12 août, les unités de la division sont regroupées à Colombey-les-Belles en vue de sa participation à l'offensive de Lorraine.

### La réduction du Saillant de Saint Mihiel
Le 24 septembre 1914, les Allemands avaient occupé Saint-Mihiel. Dure épine enfoncée pendant quatre ans dans le flanc du front des Alliés, ce saillant avait la forme d'une poche en arc, qui s'étendait des Éparges à sa droite jusqu'au Bois le Prêtre à sa gauche et dont la profondeur était de l'ordre de 20 à 25 kilomètres.
L'offensive projetée ayant pour but de réduire ce saillant se composa de deux attaques principales convergentes. Celle de l'ouest fut menée par le 2e corps colonial français et le 5e corps américain dont fait partie la 2e Division US, celle de l'est par les divisions françaises du 1er et 4e corps d'armée ; le succès de ces deux attaques sur les ailes du dispositif permit à la 26e division coloniale la conquête du sud de ce saillant.
Le 12 septembre 1918, dès que fut terminée la concentration des troupes alliées, l'artillerie ouvrit le feu sur la poche à une heure du matin pour soutenir l'attaque.
À huit heures les divisions américaines attaquèrent à leur tour en direction de Vigneulles (Nord-Ouest) et malgré une forte résistance du bastion de Montsec (position jugée imprenable) que l'ennemi avait ordre de tenir à tout prix, l'avance se déroula comme prévu, les unités américaines se révélant extrêmement efficaces. Emportées par leur élan elles enfoncèrent les lignes allemandes si bien que le saillant fut rapidement conquis.
À l'aube du 13 septembre après la prise de Chauvoncourt les Français entraient dans Saint-Mihiel, l'avance des Américains au nord de cette ville ayant contraint le gros des troupes allemandes à quitter la ville précipitamment dans la nuit du 12 au 13.
Quinze à seize mille prisonniers, 450 canons allemands tombèrent aux mains de la 1re Armée américaine pour des pertes américaines estimées à 7 000 hommes morts, blessés ou disparus. Le 15, la 2e DIUS est relevée par la 78e DI américaine. Le 16 septembre le front s'établit sur la ligne Haudiomont - Doncourt-aux-Templiers - Vaudières.

### L'Argonne
Le 26 septembre, la 2e D.I. US et la 36e sont rattachées à la 4e Armée française en vue d'une offensive en Champagne afin de faire sauter le verrou du Blanc-Mont, nœud ferroviaire important qui, s'il était perdu par les Allemands, mettrait leur armée en mauvaise posture. Le commandant de la 2e D.I. refuse au commandement français que ses unités soient morcelées et utilisées comme troupes de choc…
Le 3 octobre, les deux brigades de la division mènent l'attaque sur Blanc Mont et après une semaine de combats opiniâtres conquièrent les positions ennemies de la « Ligne Hindenburg ». Pour ce fait d'armes, les 5e et 6e régiments des Marines sont cités à l'Ordre du Jour par le commandement français pour la troisième fois avec le droit au port de la fourragère.
Le 21 octobre, à la demande du commandement français, la 4e brigade fait mouvement sur la commune de Leffincourt pour y relever une division française.
Le 1er novembre, la 2e D.I. faisant cette fois partie du Ve Corps de la 1re Armée U.S. attaque en Argonne à Barricourt la troisième position défensive de la ligne Hindenburg. Poursuivant l'ennemi, elle atteint la Meuse le 2 novembre à 8 kilomètres de Sedan.

### L'Armistice
Le 11 novembre 1918 l'Allemagne signe l'Armistice.

### Épilogue

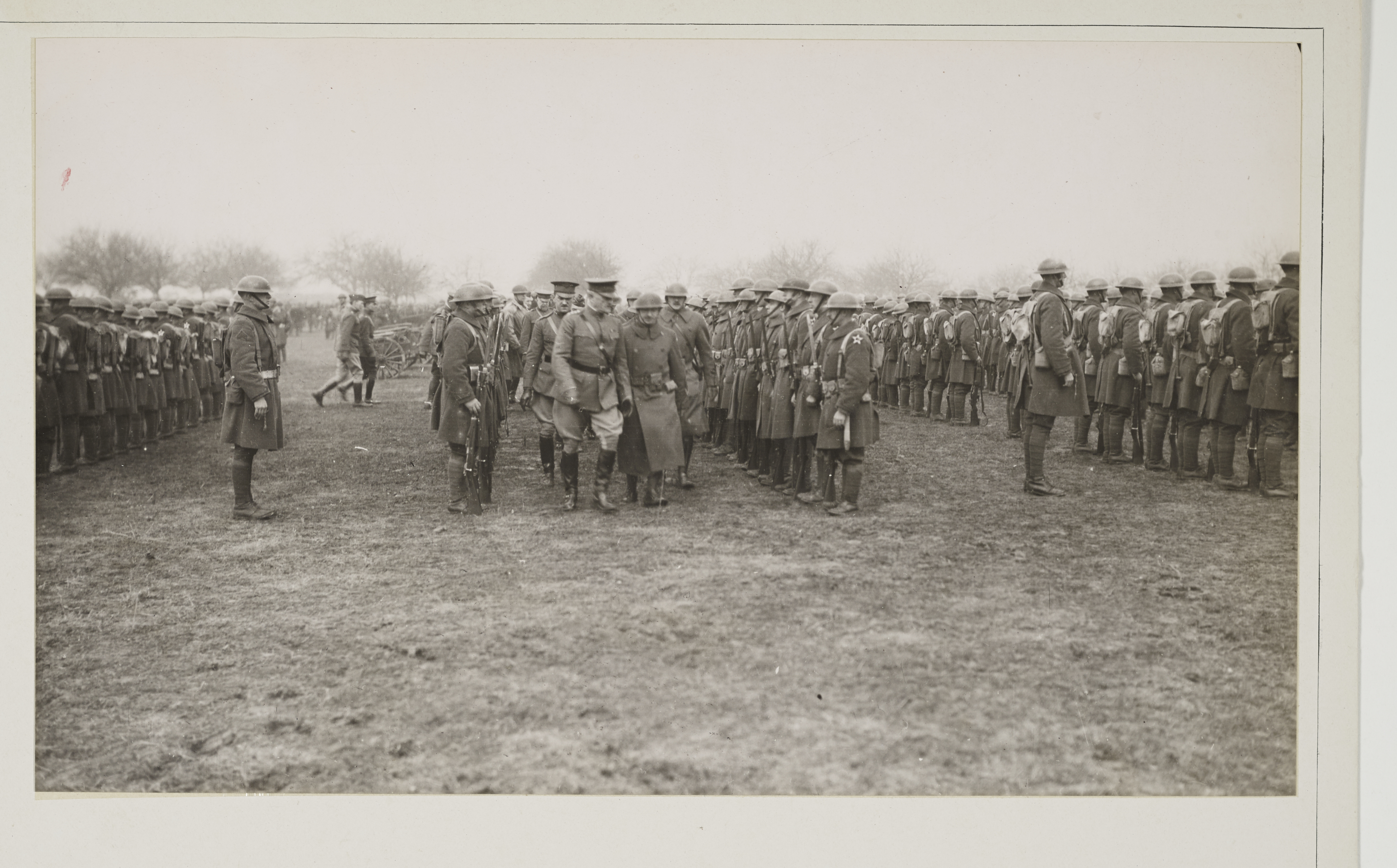
Pershing et Lejeune inspectant les troupes en 1919 en Allemagne.

Après sept mois d'occupation en Allemagne dans la région de Coblence, la 4e Brigade rentre aux États-Unis en juillet 1919 et stationne au camp de Quantico. Après avoir défilé à New York avec la Division et avoir été passée en revue par le Président Wilson à Washington (D.C.), la 4e Brigade des Marines sera dissoute.
Pour toutes les actions d'éclat individuelles de ses combattants, la 4e Brigade du Corps des Marines des États-Unis a reçu mille six cent trente trois Croix de Guerre françaises.

## Seconde Guerre mondiale

### Prologue
Le 20 juillet 1919, la 2e Division d'Infanterie US, après six mois d'occupation sur les rives du Rhin dans le secteur de Coblence, retourna aux États-Unis et défila à New York. Elle stationna jusqu'en 1942 au camp de Travis, au Texas. Pendant ces 23 ans, plusieurs changements interviennent dans l'organisation de la 2e DI. La 4e Brigade des Marines fut remplacée par des unités d'infanterie. En 1922, les services logistiques (transport, ravitaillement, sanitaire) prirent le nom de 2e Régiment d'intendance et de 2e Régiment médical. En 1940 la 4e Brigade des Marines est dissoute. La division passe de quatre à trois régiments d'infanterie: le 9e, le 23e et le 38e.
La 2ID (ou 2e DI en français) est affectée en mars 1942 au 8e Corps de la IIIe Armée au fort Sam de Houston. En octobre 1942 elle participe à des exercices expérimentaux de troupes aéroportées en Caroline du Nord, de déplacement par air d'une division et à la mise au point de liaisons artillerie/avions d'observation. Puis, à l'automne, se déplace au Camp McCoy dans l'État du Wisconsin et subit un entraînement rigoureux dans la péninsule du Michigan, à l'intérieur du parc National d'Ottawa pour s'habituer aux combats hivernaux.

### Contexte et situation militaire en 1941
La Seconde Guerre mondiale commença le 1er septembre 1939 avec l'invasion de la Pologne par les forces du Troisième Reich. Tenues par un traité d'alliance, la France et le Royaume-Uni déclarent la guerre à l'Allemagne le 3 septembre. Par ses lois de neutralité votées en 1937, les États-Unis menaient une politique isolationniste, mais à la suite de l’écrasement de la Pologne, le Congrès comprit que les démocraties étaient en danger.
En 1940, les armées du Troisième Reich se rendent maître de la plus grande partie de l'Europe de l'Ouest.
Le 27 septembre 1940, signature d'un pacte d'assistance militaire entre l'Allemagne, l'Italie et le Japon (depuis 1937, ce dernier occupe déjà en Chine les villes de Nankin et de Canton, et l'île d'Hainan). En juin 1941, les Allemands envahissent l'Union des républiques socialistes soviétiques.
Le 7 décembre 1941, après l'attaque surprise de la base de Pearl Harbor dans le Pacifique par la flotte japonaise, les États-Unis entrent en guerre totale contre les Pays de l'Axe et ne tardent pas à prendre la tête de la coalition dans un conflit qui durait depuis deux ans déjà.
Lors de la Bataille de l'Atlantique, les soldats de la 2e DI gardent les lieux stratégiques des côtes du Golfe du Mexique.
Le 18 octobre 1943, la division débarque à Belfast, capitale de l'Irlande du Nord, et s'installe dans les camps des comtés d'Armagh et de Down où elle subit un entraînement intensif en vue de l'assaut de l'Europe continentale. Le 19 avril 1944 la 2e DI se retrouve en Grande-Bretagne, au Pays de Galles à Swansea. Fin mai 1944, elle fait mouvement sur les ports anglais de Bristol et de Cardiff, dernières étapes avant la France.

### Le débarquement

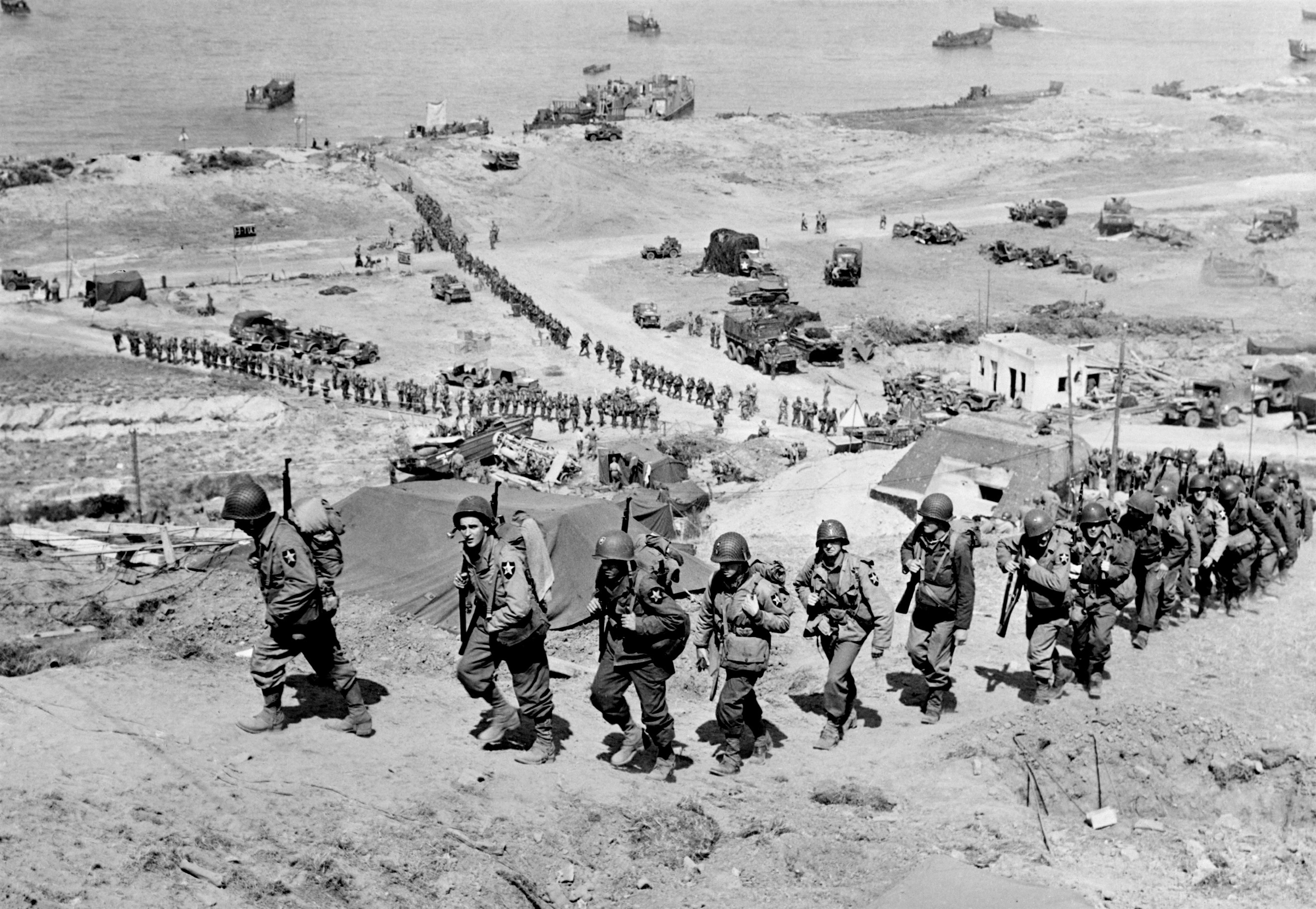
La 2e division d'infanterie à Omaha Beach, le 7 juin (J+1)

Cette opération amphibie et aérienne a pour but d'ouvrir un second front afin de soulager les armées soviétiques qui avancent à l'est. Pour le débarquement, la 2e DI se joint à la 1re division et à la 29e division d'infanterie du Ve Corps d'armée, en remplacement de la 28e Division d'infanterie.
Le 6 juin, les 1re et 29e divisions donnent l'assaut.
Si des éléments d'infanterie et du 2e bataillon du génie de la 2e DI font partie de la force spéciale d'assaut intervenant le premier jour, le plus gros de la division débarque le 7 juin (J+1) près de Saint-Laurent-sur-Mer et de Colleville-sur-Mer pour participer à l'élargissement de la tête de pont d'Omaha Beach
Le 9 juin, pendant que d'autres unités de la 2e DI procèdent au déchargement de péniches de débarquement, le 38e Régiment d'infanterie appuyé par son artillerie et par les pièces de gros calibre du cuirassé USS Texas traverse la rivière Aure, tandis que le 9e progresse de son côté et prend Rubercy. Le Quartier Général s'installe à Formigny.
Le 10, Trévières est libérée. Puis des compagnies des deux régiments atteignirent la ligne de chemin de fer Cherbourg - Paris et, dans la foulée, le 9e coupe la route nationale Saint-Lô - Bayeux. Le 38e prend le village de Cerisy. La ligne de front avait avancé de 10 kilomètres avec l'appui décisif des avions d'assaut et des bombardiers. Pendant ce laps de temps, le 23e RI était rassemblé au sud de Saint-Laurent-sur-Mer et la 2e DI terminait son débarquement.
Le 12 juin, la division se heurte à la 3e Division de parachutistes allemande retranchée dans le village de Saint-Georges-d'Elle. Le 15, l'ennemi contre-attaque, Américains et Allemands se battent au corps à corps. Le 16, le 38e, progressant de haie en haie prend la colline 192, sentinelle stratégique de Saint-Lô.
Les Alliés sont maintenant maîtres des plages et le front est stabilisé.

### La bataille de Normandie
La ligne de défense allemande s'étend alors de la mer à la colline 192, située sur le Hameau de Cloville dans le village de Saint-Georges-d'Elle, ce village changeant cinq fois de main (les combats ont duré dans ce village du 11 juin au 11 juillet 1944 - Stèle en Hommage devant la Mairie) , et continuant vers l'est, de Bérigny à Saint-Germain-d'Elle,
Le 11 juillet, la 2e DI reprend l'offensive. Les 23e et 38e régiments soutenus par une puissante artillerie, l'aviation et par l'appui des chars et du génie finirent par enlever la colline 192 et se maintenir le long de la route Saint-Lô - Bayeux en dépit de la résistance opiniâtre du 9e Régiment de parachutistes allemand .
Le 24 juillet elle est à Saint-Jean-des-Baisants.
Le 6 août, la prise de Vire à trente kilomètres de Saint Lô, n'opposa que peu de résistance et le 15, le 38e régiment d'infanterie s'empare de Tinchebray.
Les combats pour la prise de Saint-Lô marquèrent la fin de la participation de la 2e DI à la Bataille de Normandie. Elle avait parcouru 70 kilomètres et fait 1 992 prisonniers en 68 jours de combats.

### La prise de Brest
Le 19 août 1944, la 2e DI commandée par le général Robertson rejoint de nuit le VIIIe Corps d'armée U.S. à Landerneau, côté est du dispositif qui doit permettre de prendre la ville de Brest. La 8e Division américaine s'installe à Plabennec et la 29e au sud de Lannilis.
La mission du général allemand Von Ramcke, qui s'était retranché dans la ville avec 50 000 hommes, dont 4 000 parachutistes de la 2e Division de parachutistes allemande, était de tenir trois mois afin d'immobiliser le plus grand nombre possible de troupes américaines.
Le 21 août, la 2e DI. relève les Forces françaises de l'intérieur du groupement Finistère et la 6e division blindée US. Entre le 23 et le 30 août, le 38e régiment d'infanterie, se rend maître de la presqu'île de Daoulas et de la cote 154 qui domine la ville.
L'offensive commence le 25 août. Le 4 septembre, la ligne extérieure de défense ennemie est percée. Le 8, trois régiments, reprenant l'attaque, s'enfoncent dans la ville ; la résistance allemande est toujours aussi vive, la progression se fait maison par maison. Le 13 septembre, la 8e D.I. fait mouvement sur la presqu'île de Crozon dont les batteries ennemies canonnent Brest, laissant la 2e DI et la 29e DI terminer la prise de la ville. Le 15, l'artillerie de la division harcèle 24 heures sur 24 les positions de l'ennemi à l'intérieur du mur d'enceinte de la cité. Le 16, malgré la résistance opiniâtre des Allemands, la muraille édifiée par Vauban avec son large fossé représentant l'obstacle le plus redoutable, est atteinte par la division qui y pénètre le 17.
Le 18 septembre 1944, sur la place Wilson, le colonel allemand commandant la place de Brest se rend au général Robertson, commandant la 2e DI. Durant la bataille de Brest, le VIIIe Corps d'armée américain fit 37 382 prisonniers dont un tiers au compte de la division.

### La Ligne Siegfried
La « Second to None » fait ensuite mouvement vers les Ardennes à la frontière belgo-allemande face à la Ligne Siegfried. Le Quartier Général s'installa à Saint-Vith, station touristique réputée d'avant-guerre.
Les forêts de sapins ont remplacé les haies normandes. La Division réintègre le Ve Corps de la 1re Armée américaine et occupe une longue chaîne de collines très boisées connue sous le nom de Schnee Eifel. Le commandement allié aménage cette zone en un large front défensif, le terrain sera parsemé de tranchées camouflées, de barbelés et de champs de mines.
Après plus de deux mois de patrouilles et de contacts sporadiques avec l'ennemi, la 2e DI se déploie sur Elsenborn, sa mission étant de s'emparer vers l'est des barrages placés en aval de la rivière Buer dans la région des Sept Lacs près d’Aix-la-Chapelle, ville prise en octobre. Ces barrages constituaient une sérieuse menace pour la progression des Alliés vers le Rhin, car il suffisait aux Allemands de faire sauter les digues pour inonder la vallée et neutraliser l'avance américaine. Mais pour atteindre ces barrages il y avait un obstacle de taille: il fallait traverser la Ligne Siegfried.

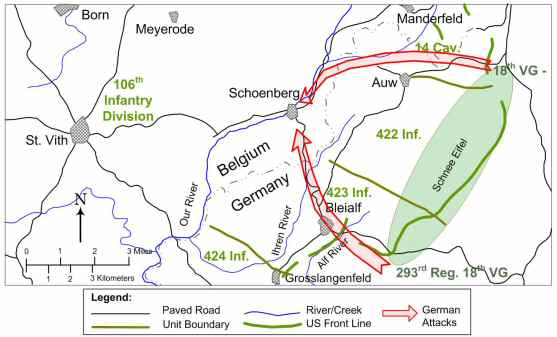
Plan de la bataille du Schnee Eifel.

L'attaque du Ve Corps vers les barrages démarre le 13 décembre. La 2e DI doit progresser vers Wahlerscheid puis vers Dreiborn. Le Q.G. du général Robertson est à Wirtzfeld. Le 2e bataillon du 9e régiment doit surprendre l'ennemi: les piper-cubs (avions légers d'observation) sont maintenus au sol et il n'y aura pas de préparation d'artillerie. Malgré une tempête de neige, l'avant-garde atteint les premières fortifications en fin de soirée où elle est accueillie par un feu nourri. Le 2e Bataillon attaque le 15 dans la nuit, réduisant les blockhaus les uns après les autres et ouvrant une brèche sur trois kilomètres dans la Ligne Siegfried face à Wahlerscheid permettant au 3e bataillon de s'engouffrer dans la trouée.
Le 2e bataillon du 9e régiment de la 2e DI obtint pour ce fait d'armes une Citation Présidentielle.
Pendant cette avance, à quelques kilomètres de là, la 6e Armée de Panzers allemande commandée par le général Möde se mettait en place pour son offensive. Le nom de code donné par les Allemands à cette offensive du désespoir en vue de tenter de sauver le Troisième Reich est : "La Garde au Rhin".

### La Bataille des Ardennes belges
Le 16 décembre 1944, l'offensive américaine projetée pour la prise des barrages est annulée à la surprise générale des Alliés. La 6e Armée allemande, forte de 250 000 hommes, composée d'unités blindées et mécanisées attaque les Alliés sur un front de 70 km sous le couvert d'un épais brouillard qui neutralisait l'aviation alliée et se rend maître de plusieurs positions tenues par la 1re Armée américaine. La 2e DI se porte en renfort à la 99e Division américaine durement éprouvée par les 1re et 12e divisions de Panzers.
Le général Robertson donne alors l'ordre aux 9e et 38e régiments qui avaient profondément pénétré en Allemagne pendant l'offensive, de se désengager de cette opération et de se replier sur la chaîne d'Elsenborn. Pour réussir cette manœuvre, le personnel non combattant des différents services de la division se retrouva en première ligne.
La "Second to None" tient bon, notamment grâce à son artillerie, ce qui lui évita d'être entraînée dans une débâcle et lui permit de s'installer sur de nouvelles positions hâtivement aménagées. Ceci malgré un froid intense, le terrain gelé et les replis d'autres unités se retirant précipitamment de la zone de Rocherath et de Wirtzfeld. Ce qui empêcha l'ennemi d'avoir accès aux routes allant vers l'ouest, le but de la 6e Armée allemande étant d'occuper les carrefours menant aux immenses dépôts américains de matériels et surtout de carburants des environs de Liège, et d'atteindre la Meuse. De nombreuses unités américaines se trouvèrent encerclées. Un tiers seulement des effectifs de la 99e Division réussit à rejoindre les lignes américaines alors que la 2e DI se déplace sur la zone de Rocherath, plus apte à la défense, pour enrayer la progression des chars ennemis. Le Haut commandement allemand voulant abréger cette offensive à tout prix ordonne alors au général SS Oberst "Seep" Dietrich de faire une percée sur la Meuse. Malgré les tentatives répétées de deux divisions de Volksgrenadier et d'une division de Panzers SS pour percer vers la route vitale d'Elsenborn - Eupen, la 2e Division résiste avec opiniâtreté et réussit à les repousser.
Dans la nuit du 19 décembre, les 1re, 2e et 9e et 99e divisions américaines se replient et se retranchent à nouveau sur la chaîne d'Elsenborn. La Division à la "Tête d'Indien" aidée des restes de la 99e enraye enfin l'offensive allemande en quatre jours de combat au lieu appelé Bulge (monticule) empêchant l'ennemi d'accéder au réseau routier du nord de la Belgique. Ce qui se fit au prix de 6 000 hommes hors de combat, tués, blessés et…pieds gelés.
Le général Courtney H. Hodges, commandant la 1re Armée américaine adressa au général Robertson le message suivant : "Félicitations. Ce que la Seconde Division a accompli durant ces quatre derniers jours restera gravé pour toujours dans l'histoire de l'Armée des États-Unis".
Tandis que la division aidait ainsi à contenir le front dans le nord, le général Patton lançait une contre-offensive sur le flanc sud du dispositif allemand. Et quand, enfin, le brouillard se leva, les avions d'assaut anglais et américains purent reprendre leurs missions d'appui au sol. L'offensive allemande était stoppée le lendemain de Noël. Le général von Rundstedt ne put tenir la promesse faite à ses troupes qu'elles passeraient Noël à Paris…
L'ennemi avait avancé en un point de 90 km vers l'ouest et était parvenu à quelques kilomètres de Dinant et de la Meuse. L'offensive d'Hitler avait échoué…
Les Américains consolidèrent leurs défenses sur la chaîne d'Elsenborn et toutes les attaques ennemies ultérieures s'y brisèrent. À la mi-janvier la 2e DI fit mouvement pour participer à la reprise de Saint-Vith. Le 23e régiment se rendit maître du col d'Ondenval, puis conquit Iveldingen le 19 janvier, pénétrant de 7 kilomètres en territoire ennemi.
Pour la seule bataille des Ardennes, les pertes de la 1re Armée américaine s'élevèrent à 75 522 hommes :
- 8 447 tués
- 46 170 blessés
- 20 905 prisonniers dont 84 furent sauvagement massacrés un matin à 6 h à Baugnez (près de Malmedy) par le groupe de combat de l'Obersturmbanführer Peiper de la 1re Panzer SS.

Loin d'abattre le moral des Alliés, cette abomination ne fit que renforcer leur détermination à vaincre le Nazisme et à venger leurs camarades martyrs.

### L'Allemagne centrale
Les Allemands qui maintenant s'opposaient à l'avance américaine n'avaient plus rien de commun avec les soldats aguerris que 2e DI avait combattu en Normandie puis dans les Ardennes. C'étaient les restes d'une armée brisée et en déroute, complétés par des troupes inexpérimentées appelées la Volksturm et de personnels des services non combattants.
À Göttingen, la 2e DI investit 22 hôpitaux où elle libéra des blessés américains, et s'empara d'un terrain d'aviation où elle récupéra plusieurs appareils alliés précédemment capturés par l'ennemi.
Le 9 avril elle reprit sa progression. Les blindés fonçaient, détruisant les nids de résistance sporadique. Quant à l'infanterie, elle réduisait les poches ennemies isolées. Des milliers de soldats allemands se rendirent (87 000 en une semaine)
À l'approche des villes de Levna et de Mersebourg, objectifs privilégiés des bombardiers alliés et endroit surnommé l' Allée des Éclairs par les aviateurs à cause de la forte concentration de tir de la flak allemande, la 2e D.I. se heurta à une plus forte résistance. Dans ces deux agglomérations se trouvaient les plus importants centres de production de caoutchouc synthétique et d'essence du Reich.
Après quelques forts accrochages les Américains contournèrent la ceinture de D.C.A. et se dirigèrent vers le sud en direction de l'Elbe pour prendre Leipzig. La progression était gênée par une foule de civils allemands fuyant l'avance soviétique.

### Chute de Leipzig
Autour de la ville on dénombrait 13 postes de commandement allemands et 49 emplacements de tir de défense anti-aérienne comprenant chacun une quarantaine de pièces de 88 à 128 mm.
Chaque emplacement était fortifié. Les canons étaient placés dans des fosses aux murs de briques, eux-mêmes protégés par des levées de terre de plusieurs mètres d'épaisseur. Des tranchées reliaient les emplacements.
L'ennemi utilisa les canons anti-aériens comme des pièces d'artillerie classiques contre les forces américaines. Originale cette bataille de canons anti-aériens contre l'artillerie de campagne…! Le 13 avril, les obusiers de la 2e D.I. pilonnèrent et détruisirent les emplacements de tir. Les fantassins de la Division acculèrent les Allemands au corps à corps, capturèrent ou détruisirent plus de 1 000 canons et firent 9 000 prisonniers…
La prise de Levna et de Mersebourg facilita l'attaque de la ville de Leipzig elle-même qui fut habilement coordonnée par l'investissement de quatre ponts en même temps en quelques heures. Le 18 avril, la 2e DI fit sa jonction dans la ville avec la 69e Division. La bataille pour Leipzig se termina le 19 avril .
Le 20 avril, l' "Indianhead" releva la 9e Division blindée américaine et se mit en position sur la Mulde, en attendant de faire sa jonction avec les Soviétiques.

### La Mulde
La 2e Division au sud de Dessau, pensait établir le contact avec les Russes, mais l'Armée soviétique s'arrêta à 30 kilomètres de là, sur l'Elbe. Ce privilège revint en fait à des éléments de la 69e Division le 25 avril. Moment historique.
La plus grande confusion régnait dans les restes de l'armée allemande, les officiers essayant par tous les moyens de rassembler leurs forces, de colmater les brèches et de retarder l'avance des Soviétiques tout en se rendant en masse aux Américains lesquels avaient aussi affaire à des milliers de réfugiés, mélanges de civils allemands fuyant devant les troupes soviétiques, de personnes déplacées ou de travailleurs étrangers de toutes nationalités voulant rentrer dans leurs pays. Lors de la progression du Ve Corps d'armée vers la Mulde, de nombreux militaires allemands s'étaient mis en civil pour éviter d'être faits prisonniers par les Américains. Maintenant, à l'approche des Soviétiques, les civils allemands volaient des uniformes pour se rendre aux Américains afin d'échapper aux Russes car les ordres étaient de tenter de les refouler vers leurs régions d'origine…
Le séjour de l"Indianhead" en Saxe ne fut pas des plus faciles. Si la Division n'eut plus de contacts avec l'ennemi sur la rive est de la Mulde, elle eut, par contre, des accrochages difficiles à l'intérieur des lignes avec des groupes fanatisés. Durant le mois d'avril, la Second to None fit 19 143 prisonniers sans compter les 8 000 qui se trouvaient dans les hôpitaux.

### Pilsen, dernière étape pour la2eDI
Le 1er mai, la 2e DI fut détachée à la IIIe Armée.
La 2e Division, après un déplacement de 300 kilomètres se trouva sur la frontière tchèque; sa mission était d'occuper et de sécuriser le terrain derrière l'avance rapide (sur un front de 150 kilomètres) de la IIIe Armée américaine, commandée par le général Patton. Cette armée avait laissé peu de troupes pour contenir la poche tchèque où environ 60 divisions allemandes étaient encerclées…
Unité par unité les Allemands se rendaient, les unes désespérément pour éviter d'être prises par les Russes, certaines par indifférence et confusion, d'autres enfin après avoir livré un dernier combat dans un ultime accès de fierté guerrière.
Le 4 mai, la 11e Division de Panzers tout entière se rendit en bon ordre à la "Second to None" avec ses chars et équipements. Spectacle fascinant que celui donné par cette division d'élite se présentant à ses vainqueurs en ordre parfait, en longues files de véhicules blindés, tractant les armes lourdes. Soldats en uniformes impeccables, déposant leurs armes individuelles aux pieds des Forces Américaines avant de partir en captivité…
Le 5 mai, la 2e DI reprit sa marche en avant et progressa de 42 kilomètres, ne rencontrant que peu de résistance. Le 6 mai, la 16e Division blindée US dépassa la 2e D.I. fonçant vers Plzeň. La Division se rua vers la ville dans son sillage sans rencontrer d'opposition, les Allemands se rendant en masse et avec empressement.

### La capitulation de l'Allemagne
Le 7 mai, la 2e DI entra dans Plzeň avec mission d'occuper la ville et d'en assurer la gestion.
À 21 h parvint la nouvelle : L'Allemagne capitulait sans conditions.
Le 8 mai 1945, 337 jours après le débarquement sur les plages de Normandie par les Forces de Libération Alliées, la guerre se terminait en Europe.

### Épilogue
Le 9 mai, la 2e Division d'infanterie des États-Unis établissait le contact avec l'Armée soviétique.
À Plzeň, devant le déferlement de dizaines de milliers de réfugiés et de personnes déplacées de toutes nationalités, elle fut chargée d'assurer la sécurité des biens et des personnes de sa zone d'occupation. Elle arrêta entre autres le "Protecteur de Bohême et Moravie" Karl Hermann Frank.
La Seconde Division dut en outre :
- gérer de nombreux camps de prisonniers allemands,
- assurer le rapatriement des soldats alliés libérés des camps de prisonniers allemands et s'occuper des personnes déplacées,
- avec ses unités du génie, assurer la bonne marche des mines de charbon de la Zbuch, la maintenance de l'approvisionnement en eau,
- installer, en coopération avec les Soviétiques, différentes lignes de démarcation…

Au début du mois de juin, la 2e Division embarqua au Havre pour rentrer aux États-Unis.
Cependant, la guerre n'était pas finie, la Division allait sûrement repartir pour participer à l'assaut final contre le Japon, quand ce dernier capitula le 7 août 1945.
Le 25 mars 1946, à l’exception du 38e régiment., la 2e D.I. fit mouvement sur le camp de Stoneman, en Californie. Elle défila à San Francisco lors de la journée consacrée à l’Armée, puis rejoignit Fort Lewis (État de Washington) où elle resta en garnison jusqu’en 1950.
Durant son séjour à Fort Lewis, la 2e D.I. multiplia les mises en condition et prit part à quatre manœuvres nationales. Quand la guerre de Corée éclata, cette grande unité avait reçu l’entraînement le plus diversifié qu’aucune autre division de l’armée des États-Unis.

## Guerre de Corée

### Contexte et situation militaire
Le 2 septembre 1945, le Japon capitule sans condition.
Il était convenu entre les Soviétiques et les Américains qu'ils procèderaient au désarmement des troupes japonaises stationnées en Corée, de part et d'autre d'une ligne fixée très arbitrairement à hauteur du 38e parallèle. Les Soviétiques occupèrent donc le nord la Corée jusqu'à cette ligne imaginaire, coupant toutes les lignes de téléphone, de chemin de fer et de communication, et mettant fin à tout mouvement de personnes avec la partie sud, et y installèrent un régime de démocratie populaire communiste. En 1947, l'URSS refusa la proposition de l'O.N.U. de procéder à des élections libres en vue de la réunification du pays. Des élections sous contrôle de l'ONU ne sont organisées que dans la zone sud où est mis en place un régime démocratique de type occidental : la République de Corée est née.
Le 25 juin 1950, les Nord-Coréens envahissent la Corée du Sud.
Convocation immédiate du Conseil de sécurité de l'ONU. L’URSS le boycotte depuis janvier 1950 et ne peut donc y exercer son droit de veto contre la motion américaine exigeant un cessez-le-feu immédiat avec retrait des troupes communistes du nord. Le 26 juin 1950, lendemain même de l'agression, par un vote de neuf voix contre zéro, les Nations unies prendront en toute hâte une résolution appelant l'ensemble de ses membres à fournir "toute l'assistance qui s'avèrera nécessaire" à la Corée du Sud. Vingt et une nations participeront à cette opération.
Le 1er juillet, les premiers éléments de la 24e Division américaine stationnée au Japon, débarquent en Corée. L'O.N.U. entre effectivement en guerre. Pour la première fois, l’ONU va disposer d’une armée sur un théâtre d’opération sous un commandement unifié, le général Douglas MacArthur, artisan de la victoire dans le Pacifique sur les Japonais 5 ans auparavant en sera le Commandant en chef. Cependant, les Forces communistes du nord continuent à déferler, écrasant tout ce qui offre une résistance organisée. Mais les forces de l'ONU se renforcent sans cesse. Début août, le blocus naval de la Corée est total. L'aviation alliée embarquée ou opérant depuis le Japon a déjà effectué plus de 10 000 missions de bombardement ou de soutien. Le front est stabilisé sur un périmètre de 160 km sur 80 km accroché dans une boucle du Nakdong qui abrite les deux grandes villes du sud, au nord Daegu, au sud le port de Pusan, cordon ombilical par où se déversent continuellement hommes et matériels.

### Arrivée de la2eDivision d'infanterie des États-Unis
Le 8 juillet 1950 le général Keisser commandant la 2e D.I. alors stationnée à Fort-Lewis (État de Washington) aux États-Unis reçoit l’ordre de faire mouvement sur l’Extrême-Orient. La Division, pour compléter ses effectifs du temps de guerre recrute 5 000 hommes, 10 % sont des vétérans de la Seconde Guerre mondiale.
Les premiers éléments de la Division, le 9e Régiment, débarquent le 31 juillet à Pusan, port du sud de la Corée, suivis rapidement des 23e et 38e R.I. Le 20 août, toute la Division est en Corée. Les unités, à mesure de leur arrivée furent engagées au coup par coup dans la bataille du réduit de Pusan car la situation des Alliés était désespérée. Le commandement déplaçait ses forces, limitées, pour renforcer les points faibles de défenses du périmètre.
Du 6 au 22 août, les unités de la 2e DI déjà présentes en Corée comme le 9e RTC, le 15e Bataillon d’artillerie, subirent de sévères et nombreuses attaques de la part des Coréens du nord, soutenus par des chars lourds et malgré les appuis aériens, l’ennemi progressait au-delà de la rivière Nakdong. Mais à partir du 18 août, grâce à des unités venues en renfort, les Communistes reculent jusqu'à la rivière.
Pendant ce temps, les chars d’un groupement dont faisait partie le 3e Bat. du 9e RTC et qui avaient la mission de garder la base vitale de Pohang, sur la côte est, à 35 km au nord de Gyeongju, prirent du retard au passage d’un pont du génie, la séparant ainsi du reste du convoi. Le 11 août, ces chars tombèrent dans une embuscade à 20 km de la base, mais la compagnie envoyée à leur secours fut aussi décimée. Après des heures de combats, le reste de ce groupement arriva à la base de Pohang et s’y retrancha.

### Le réduit de Busan (Busan perimeter)
Le 23 août, la 2e DI regroupée releva la 24e Division et tint tous les points stratégiques du Nakdong, sur un front de 65 kilomètres. Parallèlement au cours de la rivière, à l’intérieur du dispositif de défense de la division, la route de Hyonpong-Chanckong est encombrée de milliers de réfugiés.
Pendant 15 jours de mauvais temps la bataille, dans cette zone montagneuse fut incertaine. L’artillerie de la Division tirait à vue sur l’ennemi. À l’extrême gauche du dispositif, la 2e compagnie de reconnaissance sur la défensive inflige des pertes sévères aux Coréens du nord. Le 38e RI sauvegarde le flanc droit, alors que l’ennemi s’engouffrait dans le centre du dispositif.
Le 31 août, à 21 h 30, appuyées par leur artillerie et soutenues par des blindés, trois divisions communistes lancèrent leur attaque afin d’atteindre Miryang en vue de couper la ligne vitale de ravitaillement Pusan-Daegu. Les unités de la 2e DI furent par endroits submergées, dispersées, l’ennemi ouvrant une brèche de 8 km ; mais il vint se heurter au périmètre de défense établi sur la barrière montagneuse. L’Indianhead, regroupa ses forces afin de défendre les cols de Changnyon et de Vongsan situés sur la route menant à Miryang. Se battant durant trois jours et trois nuits le 2e Bataillon du Génie, employé comme infanterie, détruisit les chars communistes au centre de Vongsan. Le personnel de la musique et des services administratifs se battirent pour garder le défilé derrière Vongsan.
L’ennemi fut stoppé le 4 septembre. Les forces des Nations unies ne seront pas rejetées à la mer.

### Exode des réfugiés vers le Sud
Tous ces combats à travers la péninsule de Corée entraînèrent l’exode de dizaines de milliers de réfugiés terrorisés, affamés, fatigués, fuyant les troupes communistes, descendant des montagnes, encombrant les routes en direction du sud, gênant considérablement les opérations des combattants. Dans ces flots de réfugiés, composés surtout de vieillards, de femmes et d’enfants, il y avait des agents nord-coréens dont la mission était de gêner les troupes des Nations-Unies par des sabotages, de créer des embouteillages monstres sur les routes, de harceler des unités alliées en mouvement, de propager de fausses informations, et de se livrer à l’espionnage. La police militaire, équipée de détecteurs, trouva plus d’une arme cachée dans les ballots de Coréens soi-disant « réfugiés ». Afin de tenter de mettre fin aux actions subversives, le commandement interdit tout déplacement de nuit propice aux infiltrations dans les lignes des alliés dans la zone des combats.
Les commandants de compagnies reçurent l’ordre de faire tirer sur les civils qui n’obtempéraient pas aux ordres. Dans cette pagaille il y eut des excès regrettables conduisant à de dramatiques "dommages collatéraux" comme à No Gun Ri où un important groupe de réfugiés susceptibles de contenir des agents de Corée du Nord fut massacré.
Pour canaliser cette foule, la Division créa des zones de ravitaillement et de repos. La police militaire sud-coréenne dirigea les colonnes de réfugiés et les escorta vers le sud hors de la zone d'opérations. La 2e DI assura son propre service de sécurité commandé par un officier coréen qui se montra très efficace dans la recherche d’agents ennemis.

### La remontée vers le nord
Des unités dont la 1re Brigade de Marines vinrent en renfort de la 2e DI en vue d'organiser de nouvelles positions de défense sur un front raccourci de 30 km à l’est de la rivière Nakdong et de s'établir sur des points stratégiques permettant une offensive générale vers le nord.
En effet, l'objectif du général Mac Arthur était de couper en leur milieu les lignes de communication et de ravitaillement des troupes communistes largement distendues du fait de leur avance rapide vers le sud. Le 15 septembre 1950, une opération amphibie de grande hardiesse eut lieu à Incheon 300 kilomètres plus au nord sur la côte ouest de la péninsule : 230 navires de guerre alliés (dont un français, l'aviso La Grandière) y participèrent.
En deux semaines une force débarquement de 50 000 hommes, le X corps ("x" come X-ray), s'empara de Suwon, du terrain d'aviation de Gimpo et franchit le fleuve Han. Séoul fut reconquise le 26. Les forces nord-coréennes prises en tenaille refluèrent massivement vers le nord.
Pendant ce temps, la 2e DI fut la première unité des Nations unies à traverser le Nakdong sur un pont de bateaux construit en dépit des tirs d’artillerie adverses. Sa poussée en avant ne s’arrêta qu’après avoir atteint Jeonju, Wonram et Gangyang. Les armées du Nord, à l’exception de quelques unités de partisans, étaient en complète déroute refluant en désordre devant l'avance alliée laissant derrière elles des centaines de tonnes de munitions et de matériels.

### Le passage du38eparallèlenord et la montée vers le fleuve Yalu
La 2e Division parvint le 30 septembre, à Kanggyon et à Nonsan, ensuite à Gongju et Cheonan, puis passa en réserve dans le secteur de Suwon. 
Le 9 octobre, les Nations unies donnèrent leur accord tacite pour la poursuite des opérations au nord du 38e parallèle.
Le 17, la Seconde Division entrait dans Pyongyang, capitale de la Corée du Nord.
Les troupes des Nations unies qui avaient avancé en profondeur en Corée du Nord côté ouest, commençaient à combattre des troupes de "volontaires" chinois. Fin octobre, on savait déjà que 316 000 Chinois étaient massés à la frontière.
Vers le 15 novembre, la Division en position le long de la rivière de Chong-Chon, à Wonni, reprit sa marche en avant, en direction de Huichon, 50 km plus au nord.
Le 23 novembre, l’ensemble de la VIIIe armée progressait sur trois axes en direction du Yalu.
L'ennemi semblait complètement battu.

### Retour à la case départ

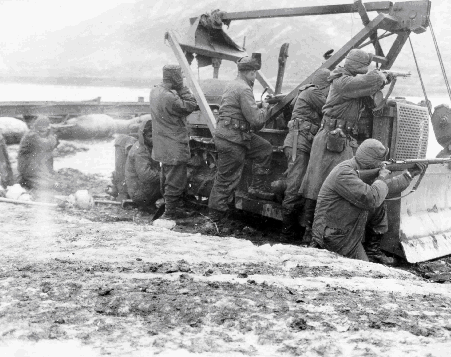
En novembre 1950 lors de la Bataille du Chongchon.

Dans la nuit du 25 au 26 novembre 1950, l'Armée Chinoise traversa la frontière et attaqua violemment les positions des forces des Nations unies à l'ouest des montagnes et celles du X Corps, à l'Est, avec 500 000 combattants. En un éclair, le programme de Mac Arthur fut inversé : plus question de conquête des rives du Yalu, c'était tout le dispositif des Nations unies qu'il lui fallait sauver maintenant. Il lui était interdit par l'ONU de déclencher un assaut aérien sur les bases arrière chinoises appelées "le sanctuaire mandchou". Mac Arthur ordonna donc la retraite.
Plus de 100 000 combattants des Nations unies de la côte est refluèrent vers le sud en direction des ports de Wonsan et de Hŭngnam avec d'horribles pertes en vies humaines et en matériels. Leur sauvetage par l'US Navy compte parmi les plus importantes et les mieux exécutées des opérations d'évacuation massive par mer de toute l'histoire militaire.

Le 29 novembre, arrivée du Bataillon français de l'ONU.

Sur la côte ouest, les forces de l'armée chinoise attaquèrent tout aussi brutalement les forces alliées dont trois régiments de la 2e DI le long de la rivière Chong-Chon. Les pertes furent très lourdes au 9e RI. La division était chargée par le Haut commandement de couvrir le repli général de la VIIIe Armée et dut traverser le mouvement enveloppant des Chinois au sud de Kunuri. Pendant six jours de combats, ses pertes s’élevèrent à 5 000 hommes et le 2e Génie de combat y perdit la presque totalité de son matériel.
Le 8 décembre, la Division se rassembla au sud de Séoul et s'y remit en condition, . C’est à ce moment-là que le Bataillon Français (qui intégra le 23e Régiment d'infanterie) et le Bataillon Néerlandais lui furent incorporés.
Le général Walker, commandant les troupes des Nations unies, se tua dans un accident de jeep deux jours avant Noël, et le commandement des troupes échut au Lieut. gen. Matthew Ridgway qui consolida le front à hauteur du 38e parallèle et ramena ce qui restait du "X Corps" vers Pusan en vue d'y reformer une réserve stratégique.

### Contre-offensive des forces des Nations Unies
Le 4 janvier 1951, Séoul tombait pour la deuxième fois aux mains des Communistes.
En janvier 1951 la 2e DI s’installa en défensive dans le secteur critique de Wonju, bloquant l’offensive chinoise, causant à l’ennemi des pertes estimées à 12 000 hommes.
Les forces des Nations unies optèrent pour une tactique "de front élastique", résistant aux assauts des multitudes chinoises, puis décrochant quand elles revenaient en mettant en œuvre des moyens supérieurs. Mais le souhait de Ridgway était de mesurer la réelle capacité offensive des Chinois. Il donna l'ordre aux unités d'un régiment d'élite de livrer bataille à l'est de Séoul et de résister jusqu'au bout sans reculer.
Ainsi dans la nuit du 1er février à Twin-Tunnel, les forces chinoises attaquèrent en force le 23e Régiment de la 2e DI désigné pour cette mission. Le 11 février, pendant 3 jours, encerclés par la 125e division chinoise, Américains et Français, à 1 contre 60, brisèrent au périmètre de défense de Chipyong-Ni, les attaques de l’ennemi. Le quatrième jour une colonne de secours appuyée par des parachutistes et par l'aviation dégagea la garnison. Le Haut commandement tira de cette bataille les enseignements qui lui permirent de passer à la contre-offensive.
Le 15 mars, Séoul fut reprise à nouveau et le 38e parallèle nord atteint le 21.
À la suite de l’offensive chinoise de printemps, le 16 mai, dans la région de Hangye, la 2e DI mena à bien un repli planifié.
Dans le même temps, le général Douglas MacArthur, partisan de l'extension du conflit et d'une guerre contre la Chine, fut démis de son commandement par le Président Truman.
Le 22 mai la 2e DI reprit l'initiative et élimina 6 500 soldats communistes. Le 29 mai, le 23e RI atteignait Inge.

### Pourparlers pour un cessez-le-feu

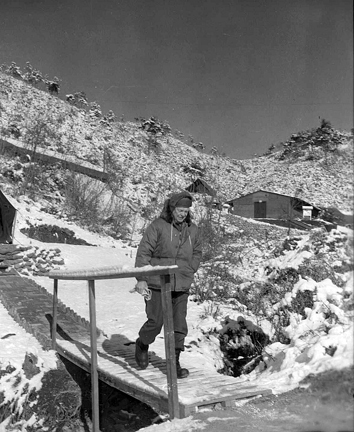
Dwight D. Eisenhower visitant la 2e div en décembre 1952.

À l'initiative de l'URSS, des pourparlers de paix furent envisagés alors que les forces des Nations unies reprenaient nettement l'avantage… Ridgway reçut consigne de l'ONU de s'abstenir de toute action offensive et sur le front on s'installa dans une dure guerre de tranchées.
Le 7 juin, la 2e Division se retrouva au repos à Hung Chong.
Le 10 juillet 1951, première rencontre en vue d’un cessez-le-feu à Kaesong. Mais les pourparlers s'arrêtent le 22 août.
Le 11 septembre, le 9e RI, en place depuis le 25 juillet, par des attaques méthodiques et le soutien d’une puissante artillerie, occupe tout le massif de Punch-Bowl.
Le 13 septembre, début des combats pour la prise de la cote 931 par le 23e RI. Le 13 octobre, Heartbreak ridge (Crève-Cœur) était conquis. La Division fut relevée et mise au repos à Kapyong.
Le 20 octobre, le 1er bataillon du 23e RI fut envoyé sur l’île de Geoje pour y garder les prisonniers de guerre.
Le 25 octobre, reprise des négociations à Panmunjon.
Le 30 octobre, le 38e RI s’installe à l’ouest du réservoir de Hwachon.
Le 20 décembre, la 2e DI occupe la partie Est du "Triangle de fer". Le 27 décembre, le Bataillon Thaïlandais rejoint la division.
En janvier, février et mars 1952, les activités de la Division sur la ligne de front se limitèrent à des accrochages entre patrouilles.
En mai, le général Young prend le commandement de la division. En juillet, après un mois de repos dans la région de Gapyeong, la 2e DI fut renvoyée sur le front. Le 23e RI s’installa sur les positions de Old-Baldy et de T-Bone ridges.
Les Communistes eux, continuèrent à lancer des offensives dans le but de regagner du terrain.
Le 24 juillet, attaque sur le T-Bone, le 16 septembre, pilonnage d’artillerie sur Old Baldy, les Alliés ne cèdent pas de terrain.
La 2e DI se trouvait dans la région du fameux "Triangle de fer" dont les sommets étaient marqués par trois villes en ruines: Cheolwon, Gumhwa et Pyonggang. Ce triangle commandait deux des principales voies d'invasion en direction du sud menant l'une et l'autre vers Séoul. Les forces des Nations unies tiennent Cheolwon et Gumhwa, les Communistes tiennent Pyonggang.
De Pyonggang à Cheolwon, une vallée plate de 5 à 6 kilomètres, ce qui est assez exceptionnel dans ces reliefs, véritable couloir d'invasion. Sur le flanc ouest de cette vallée et la commandant, se trouvent deux importants mouvements de terrain qui avaient été baptisés l'un White Horse tenu par la 9e Division sud-coréenne, l'autre Arrow Head, cote 281, tenu par le 23e Régiment avec son bataillon français sur le flanc droit de la 2e DI US. Le Bataillon français du 23e RI était monté en ligne le 3 octobre. Le 5 octobre les tirs chinois d'artillerie et de mortiers s'intensifièrent sur Arrow Head, signes quant à l'imminence d'une attaque. Il en fut de même sur White Horse. Ces tirs devinrent impressionnants dans la journée du 6 et, au soir, l'attaque chinoise se déclencha.
Le gros de cette attaque chinoise eut lieu au centre du dispositif c'est-à-dire à la charnière 23e Régiment de la 2e DI et 29e Régiment de la 9e division sud-coréenne. Le bataillon français a le 29e régiment coréen à sa droite. Tout un régiment chinois, le 339 est engagé en cet endroit. Le 23e RI, notamment la position tenue par les Français (dont la section de pionniers, submergée, finira son combat à coups de pelles), tient bon. Côté sud-coréen, les positions du White Horse changent quatre fois de main. La section d'armes lourdes du bataillon français interviendra de façon décisive sur sa droite au profit d'éléments du 29e régiment sud-coréen en grande difficulté. Le 15 octobre, l'attaque chinoise a échoué avec, des deux côtés, des pertes impressionnantes.
Le 10 novembre, attaque des Chinois contre la colline de Pork Chop tenue par les Thaïlandais. Pour cette opération, l’ennemi avait lancé deux divisions contre les troupes des Nations unies.
Finalement, les Chinois, n’ayant pu gagner un seul pouce de terrain, limitèrent leurs attaques et finirent par se replier sur leurs positions.
Fin décembre 1952, la 2e DI fut mise en réserve.

### La fin des combats
Les pourparlers à Panmunjeom butaient sur le rapatriement des prisonniers et restèrent dans l’impasse totale jusqu’au printemps. En mars 1953 les Communistes acceptèrent l’échange. Les discussions sur un cessez-le-feu reprirent. Néanmoins les accrochages sur le front continuèrent en mai, juin et juillet.
Le 27 juillet 1953 un accord de cessez-le-feu fut enfin signé.

### La Division aux États-Unis 1954 à 1965
En été 1954, la 2e Division retourna aux États-Unis et s’installa à Fort Lewis (État de Washington). En août 1956, la Division fut transférée en Alaska.
Le 8 novembre 1957, elle est mise en sommeil à Washington, D.C..
Au printemps 1958, la Second To None est réactivée à Fort Benning (Géorgie) avec le personnel et l’équipement d’une division dissoute retour d’Allemagne ; sa mission est d’instruire le personnel.
En mars 1962, l' « Indian Head » fait partie des unités du Tactical Air Command, engagées dans un programme d’entrainement tactique intensif à l’échelon compagnie afin d’améliorer leurs qualités opérationnelles. La Division resta casernée à Fort Benning jusqu’en 1965.

## Zone démilitarisée (DMZ) - 1965
La zone coréenne démilitarisée, qui s’étend sur 250 kilomètres d’est en ouest à l’endroit le plus étroit de la péninsule coréenne, a quatre kilomètres de largeur, séparée en son milieu par une ligne de démarcation qui partage le pays en deux. Deux puissantes armées s'y font face jour et nuit depuis 1953.
En juillet 1965, à la suite d'un regain de tension sur la ligne de démarcation, dû à la multiplication d’incidents frontaliers et de tentatives d’infiltration en Corée du Sud par l’armée du nord, le commandement américain fit appel à la 2e Division d'infanterie pour l’aider à stopper ces confrontations.
Le but recherché par la Corée du Nord par ses provocations successives depuis 1965, c’est le départ de l’armée américaine. Depuis le début de ces incursions vers le sud 47 soldats américains et mille soldats coréens furent tués.
Le 2 novembre 1966, six soldats du 1er Bat. du 23e R.I. furent tués dans une embuscade.
En 1967, les incidents frontaliers augmentent dans la DMZ, bilan : 16 soldats américains tués. À chaque rencontre, des pertes sévères sont infligées aux Communistes.
À partir de 1970, les Nord-coréens estimèrent que leurs efforts contre la 2e Division n’en valaient pas le prix et cessèrent leurs attaques organisées.
Depuis mars 1971, l’Armée de Corée du Sud assume seule, la sécurité de la zone démilitarisée, à l’exception d’une bande que la 2e DI continue à contrôler.
Le 25 novembre 1974, à Gugangpo, découverte d’un tunnel passant sous la DMZ. Ce tunnel aurait permis le passage d’un régiment à l’heure.
Le 21 mars 1975, à Cheolwon, découverte d’un deuxième tunnel qui pénètre dans le sud sur une longueur de 800 mètres,
Le 10 juin 1976 dans la matinée, à 4 km de Panmunjeom, une violente détonation souterraine se fait entendre. Le 16 octobre, après 102 jours de travaux, une équipe d’ingénieurs sud-coréens creusant un tunnel d’accès parvint à pénétrer à 73 mètres sous terre dans le tunnel nord-coréen.
Le 18 août 1976, pendant une opération d’élagage à l’intérieur de la zone, cinq civils sous la protection de soldats coréens et américains non armés sont pris à partie par des gardes frontaliers leur demandant d’arrêter ce travail. Des soldats nord-coréens arrivent en renfort et l’officier les commandant ordonne de tuer deux officiers américains qui seront massacrés à coups de hache. Bilan : deux tués et quatre blessés. Le 21 août, un détachement du 2e régiment du génie de la 2e DI, appuyé par un groupe de ROKs et de fantassins américains, sécurise la zone et tronçonne les branches de l'arbre gênant l’observation amie. Cet incident qui aurait pu dégénérer gravement compte tenu de l'exacerbation des tensions entre les parties en présence est connu sous le nom d'incident du peuplier (en anglais Axe murder incident).
La « Second to none » est toujours stationnée en Corée, répartie dans un certain nombre de camps, près de la zone démilitarisée ; son quartier général est au camp « Nuage Rouge » à Uijeongbu, sa mission est de rester opérationnelle, d’être vigilante et prête à intervenir à tout moment. Contrairement aux autres divisions de l'armée de terre américaine, elle est toujours partiellement constituée de soldats coréens, appelés KATUSA (Korean Augmentation To the United States Army). Ce programme a été initié en 1950 avec l'accord du président Syngman Rhee. Pendant le conflit coréen, 27 000 KATUSA combattirent au sein des forces armées américaines. En mai 2006, 1 100 d'entre eux servent dans cette division.

## Conflits actuels

### Guerre d'Irak
En août 2004 la 2e Brigade de combat de la 2e Division a été envoyé en Irak pour participer aux opérations de guerre.

### Guerre d'Afghanistan
En février 2009, 4 000 soldats de la 5e Brigade de combat mécanisée Stryker de la 2e DI, ont été déployés aux côtés de 8 000 Marines dans le sud-est de l'Afghanistan le long de la frontière du Pakistan.

## Hommages

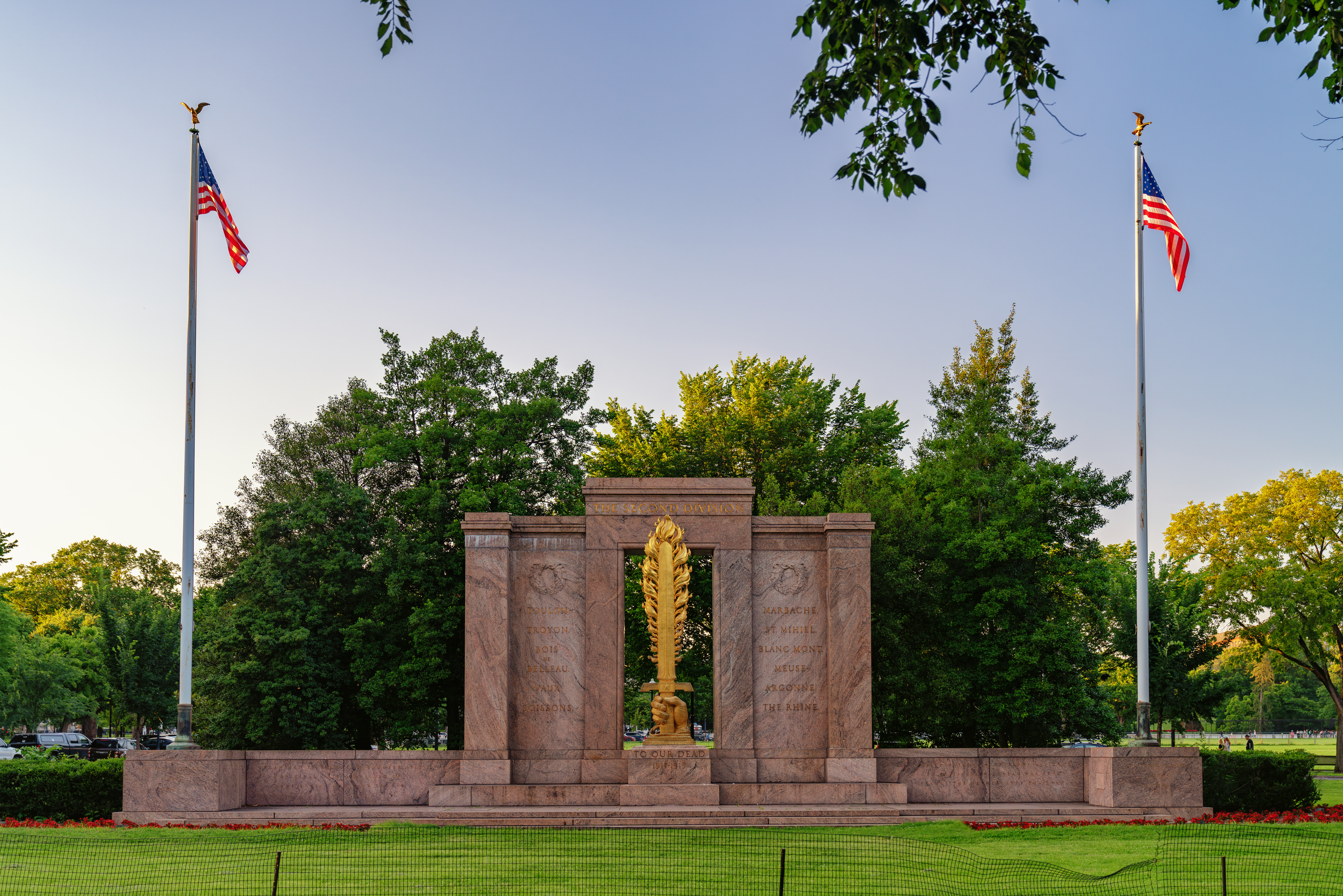
Mémorial à Washington.
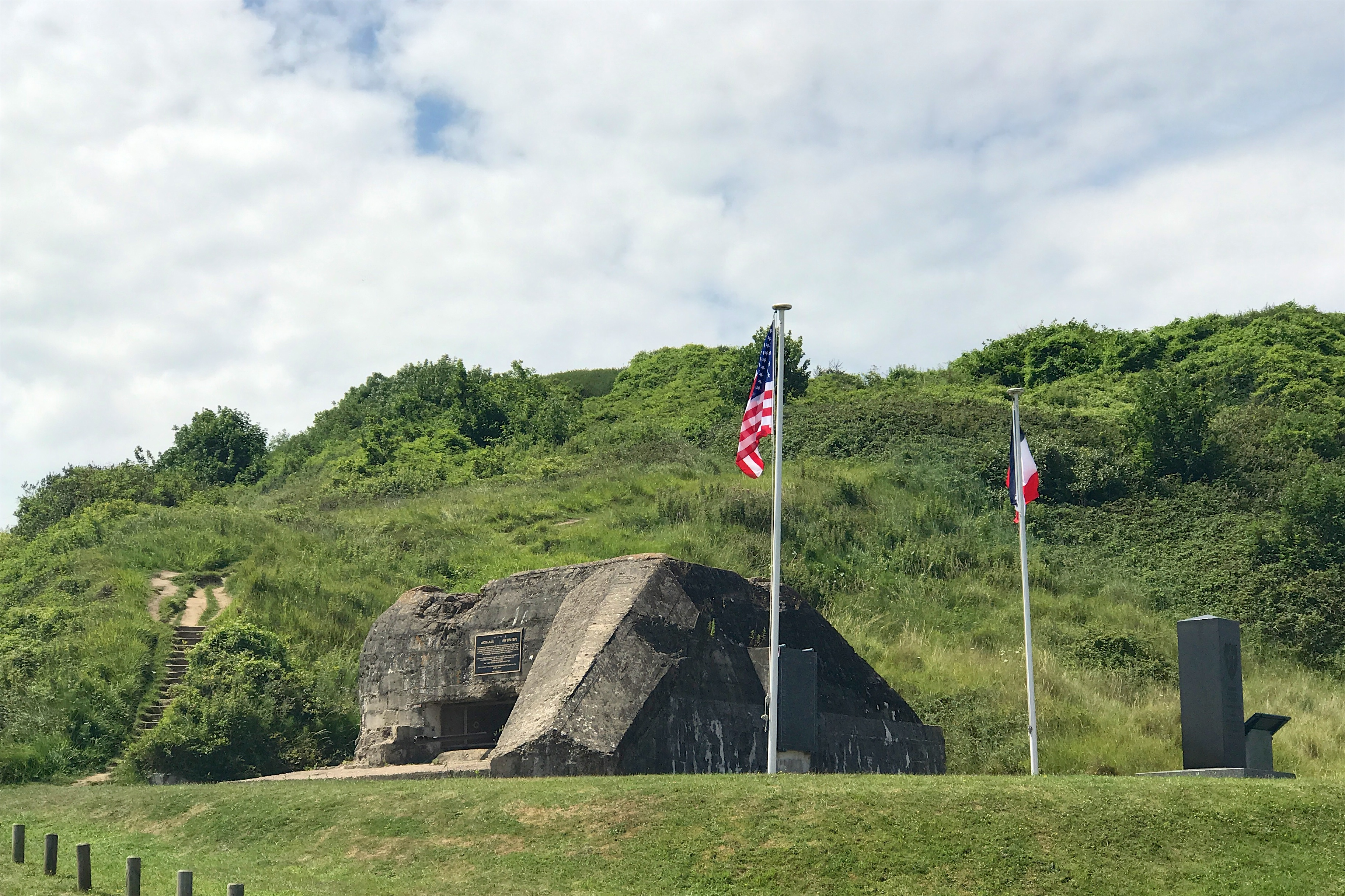
Et à Omaha beach.